# Clear Range
Clear Range är ett berg i Kanada.   Det ligger i provinsen British Columbia, i den södra delen av landet, 3 400 km väster om huvudstaden Ottawa. Toppen på Clear Range är 2 334 meter över havet.
Terrängen runt Clear Range är bergig västerut, men österut är den kuperad.Trakten runt Clear Range är nära nog obefolkad, med mindre än två invånare per kvadratkilometer.. Närmaste större samhälle är Lillooet, 18,5 km väster om Clear Range.
I omgivningarna runt Clear Range växer i huvudsak barrskog.